# Orai
Orai is een stad en gemeente in de Indiase staat Uttar Pradesh. Het is de hoofdstad van het district Jalaun.

## Demografie
Volgens de Indiase volkstelling van 2001 wonen er 139.444 mensen in Orai, waarvan 54% mannelijk en 46% vrouwelijk is. De plaats heeft een alfabetiseringsgraad van 70%.